# LII Festival Internacional de Cinema Fantàstic de Catalunya
La LII edició del Sitges Festival Internacional de Cinema de Catalunya (abans, Festival Internacional de Cinema Fantàstic de Sitges) es va organitzar del 3 al 13 d'octubre de 2019 dirigida per Àngel Sala. Anunciada com l'edició més transgressora, el cartell pretenia ser un homenatge a Mad Max, es va projectar el documental Memory: The Origins of Alien (en honor del 40è aniversari de la seva estrena) i es va dedicar una retrospectiva a l'actor i director de cinema d'arts marcials xinès King Hu.

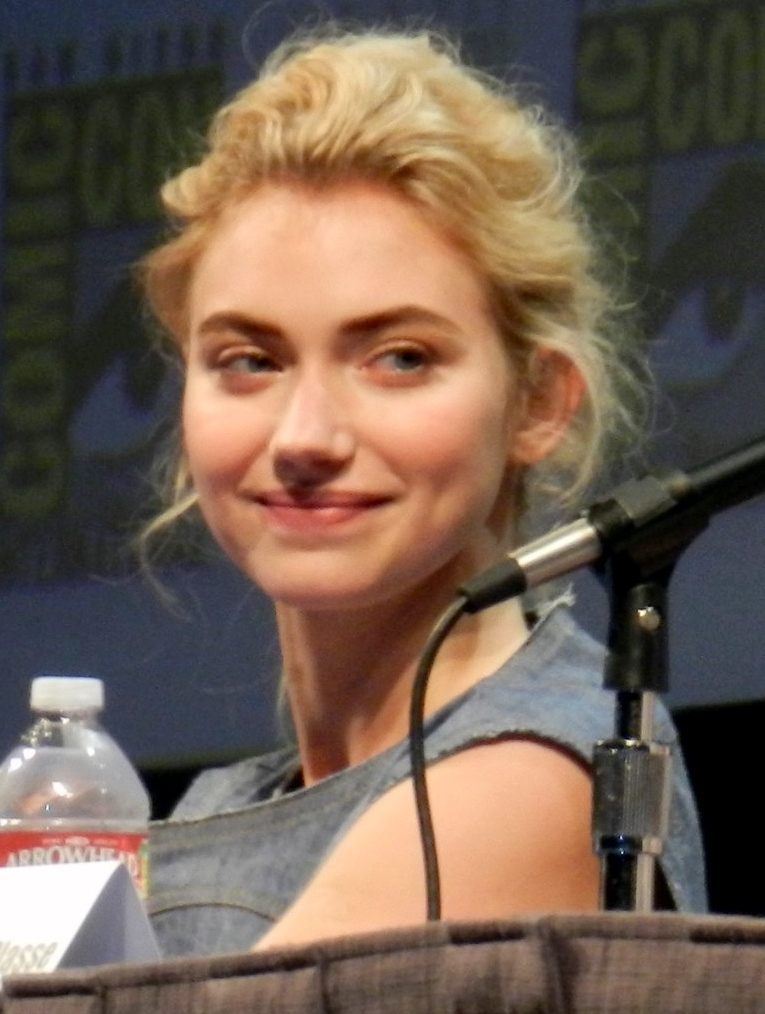
Imogen Poots, premi a la millor actriu

En aquesta edició es van presentar només 171 pel·lícules, menys que a edicions anteriors, i va gaudir de la presència de Nikolaj Coster-Waldau, Aaron Paul, Sam Neill (guardonat amb el Gran Premi Honorífic) i Patrick Wilson i Maribel Verdú, guardonats amb el Premi Màquina del Temps, mentre que Pupi Avati rebia el Premi Nosferatu. Fou inaugurada amb la projecció de In the Tall Grass de Vincenzo Natali i fou clausurada amb The Vigil de Keith Thomas.
Durant el certamen la direcció del festival va donar "la seva solidaritat i suport" als presos i activistes catalans condemnats pel Tribunal Suprem d'Espanya pel referèndum de l'1 d'octubre de 2017.

## Pel·lícules projectades

### Secció oficial Fantàstic
- Achoura de Talal Selhami
- Adoration de Fabrice Du Welz
- After Midnight de Jeremy Gardner i Christian Stella
- Amigo d'Óscar Martín
- Bacurau de Juliano Dornelles i Kleber Mendonça Filho
- Bloodline de Henry Jacobson
- Color Out of Space de Richard Stanley
- Come to Daddy d'Ant Timpson
- Corporate Animals de Patrick Brice
- Cuerdas de José Luis Montesinos
- Daniel Isn't Real d'Adam Egypt Mortimer
- El hoyo de Galder Gaztelu-Urrutia
- Her Blue Sky de Tatsuyuki Nagai
- J'ai perdu mon corps de Jérémy Clapin
- Judy & Punch de Mirrah Foulkes
- L'Angle mort de Patrick Mario Bernard i Pierre Trividic
- Le Daim de Quentin Dupieux
- Les Particules de Blaise Harrison
- Little Monsters d'Abe Forsythe
- Luz de Juan Diego Escobar Alzate
- Paradise Hills d'Alice Waddington
- Pelikanblut de Katrin Gebbe
- Ready or Not de Matt Bettinelli-Olpin i Tyler Gillett
- Samurai Marathon de Bernard Rose
- Selvmordsturisten de Jonas Alexander Arnby
- Swallow de Carlo Mirabella-Davis
- The Antenna d'Orçun Behram
- The Cleansing Hour de Damien Leveck
- The Lodge de Veronika Franz i Severin Fiala
- The Nest (Il nido) de Roberto De Feo
- The Room de Christian Volckman
- Ventajas de viajar en tren d'Aritz Moreno
- Vivarium de Lorcan Finnegan
- Yves de Benoît Forgeard

### Fora de concurs
- 3 from Hell de Rob Zombie
- Code 8 de Jeff Chan
- Fractured de Brad Anderson
- Lux Æterna de Gaspar Noé
- Making Waves: The Art of Cinematic Sound de Midge Costin
- Memory: The Origins of Alien de Alexandre O. Philippe
- Sesión Salvaje de Paco Limón i Julio Cesar Sánchez
- The Lighthouse de Robert Eggers

### Sitges Classics
- Eyes Wide Shut de Stanley Kubrick
- Lo squartatore di New York de Lucio Fulci
- I nuovi barbari d'Enzo G. Castellari
- Possessió d'Andrzej Żuławski
- Tetsuo: The Iron Man de Shinya Tsukamoto
- Zeder de Pupi Avati

## Jurat
El jurat oficial va estar format per Anurag Kashyap, Alan Jones, Marina Ortiz, Mary Jo Makey i Nancy Bishop.

## Premis
Els premis d'aquesta edició foren:
| Categoria                                                            | Premiat                                                      | Treball                                   |
| -------------------------------------------------------------------- | ------------------------------------------------------------ | ----------------------------------------- |
| Premi a la millor pel·lícula                                         | El hoyo                                                      | Galder Gaztelu-Urrutia                    |
| Premi al millor director Patrocinat per XAL                          | Juliano Dornelles i Kleber Mendonça Filho                    | Bacurau                                   |
| Premi a la millor actriu Patrocinat per Mistinguett Sparkling        | Imogen Poots                                                 | Vivarium                                  |
| Premi al millor actor Patrocinat per Jeep Turiauto                   | Miles Robbins                                                | Daniel Isn't Real                         |
| Premi al millor guió patrocinat per CaixaBank/Obra Social ‘la Caixa’ | Mirrah Foulkes                                               | Judy & Punch                              |
| Premi a la millor fotografia patrocinat per Moritz                   | Manuel Dacosse                                               | Adoration                                 |
| Premi a la millor banda sonora                                       | Dan Levy                                                     | J'ai perdu mon corps                      |
| Premi als millors efectes especials patrocinat per De Luxe           | Iñaki Madariaga                                              | El hoyo                                   |
| Premi al millor Curtmetratge patrocinat per Fotogramas               | Álvaro Vicario                                               | Polter                                    |
| Premi Especial del Jurat                                             | Adoration                                                    | Fabrice Du Welz                           |
| Gran Premi del Públic Patrocinat per la Vanguardia                   | El hoyo                                                      | Galder Gaztelu-Urrutia                    |
| Mencions del Jurat                                                   | Thomas Gioria i Fantine Harduin                              | Adoration                                 |
| Mencions del Jurat                                                   | Achoura                                                      | Talal Selhami                             |
| Premi Noves Visions Millor pel·lícula                                | Koirat eivät käytä housuja                                   | Jukka-Pekka Valkeapää                     |
| Premi Noves Visions Millor direcció                                  | Mattie Do                                                    | The Long Walk                             |
| Premi Noves Visions. Petit format                                    | Lucienne mange une auto                                      | Geordy Couturiau                          |
| Premi Noves Visions. Menció especial                                 | Nina Wu                                                      | Midi Z                                    |
| Premi Noves Visions. Menció especial                                 | Jesus Shows You the Way to the Highway                       | Miguel Llansó                             |
| Premi Noves Visions. Menció especial                                 | Hail Satan?                                                  | Penny Lane                                |
| Premi Panorama Fantàstic                                             | Extra Ordinary                                               | Aike Ahern i Enda Loughman                |
| Premi Midnight X-Treme                                               | The Tag-Along: The Devil Fish                                | David Chuang                              |
| Premi Focus Àsia                                                     | The Gangster, The Cop, The Devil                             | Lee Won-tae                               |
| Premi Sitges Documenta                                               | La venganza de Jairo                                         | Simón Hernández                           |
| Premi Òrbita Fantàstic                                               | Huachicolero                                                 | Edgar Nito                                |
| Premi Carnet Jove al millor llargmetratge                            | Bacurau                                                      | Juliano Dornelles i Kleber Mendonça Filho |
| Premi a la millor pel·lícula d'animació                              | L'amor és a l'aigua                                          | Masaaki Yuasa                             |
| Premi al millor curtmetratge d'animació                              | The Lonely Orbit                                             | Frederic Siegel i Benjamin Morard         |
| Premi Blood Window                                                   | Breve historia del planeta verde                             | Santiago Loza                             |
| Premi Méliès d'argent al millor llargmetratge                        | Adoration                                                    | Fabrice Du Welz                           |
| Premi Méliès d'argent al millor curtmetratge                         | Children of Satan                                            | Thea Hvistendahl                          |
| Premi Meliès a la carrera                                            | Asia Argento                                                 |                                           |
| Premi Brigadoon Paul Naschy                                          | Tu último día en la tierra                                   | Marc Martínez Jordán                      |
| Samsung Sitges Cocoon Millor pel·lícula en R.V.                      | Gloomy Eyes                                                  | Jorge Tereso i Fernando Maldonado         |
| Premi SGAE Nova Autoria Millor direcció                              | Pau Bösch & Berta Galvany                                    | La mugre                                  |
| Premi SGAE Nova Autoria Millor direcció                              | Marina Espinach                                              | Cuando acabe el verano                    |
| Premi SGAE Nova Autoria Millor guió                                  | Agustín Elizalde & Carlos Villafaina                         | Gusanos de seda                           |
| Premi SGAE Nova Autoria Millor guió                                  | Marina Espinach                                              | Cuando acabe el verano                    |
| Premi SGAE Nova Autoria Millor música original                       | Juan Luis Pérez                                              | Gusanos de seda                           |
| Premi de la Crítica José Luis Guarner                                | Bacurau                                                      | Juliano Dornelles i Kleber Mendonça Filho |
| Premi Ciutadà Kane a la direcció revelació                           | Galder Gaztelu-Urrutia                                       | El hoyo                                   |
| Premi Nosferatu                                                      | Pupi Avati                                                   |                                           |
| Gran Premi Honorífic                                                 | Sam Neill                                                    |                                           |
| Premi Honorífic a tota una carrera                                   | Luis Gasca                                                   |                                           |
| Premi Màquina del Temps                                              | Patrick Wilson Maribel Verdú Javier Botet López Charles Band |                                           |